# Bello
Bello – miasto w północno-zachodniej Kolumbii, w departamencie Antioquia, w Kordylierze Środkowej, na północ od Medellín. 
W 2013 roku liczyło ok. 410,3 tys. mieszkańców.
W mieście rozwinął się przemysł włókienniczy oraz spożywczy.